# A Patrulha Perdida

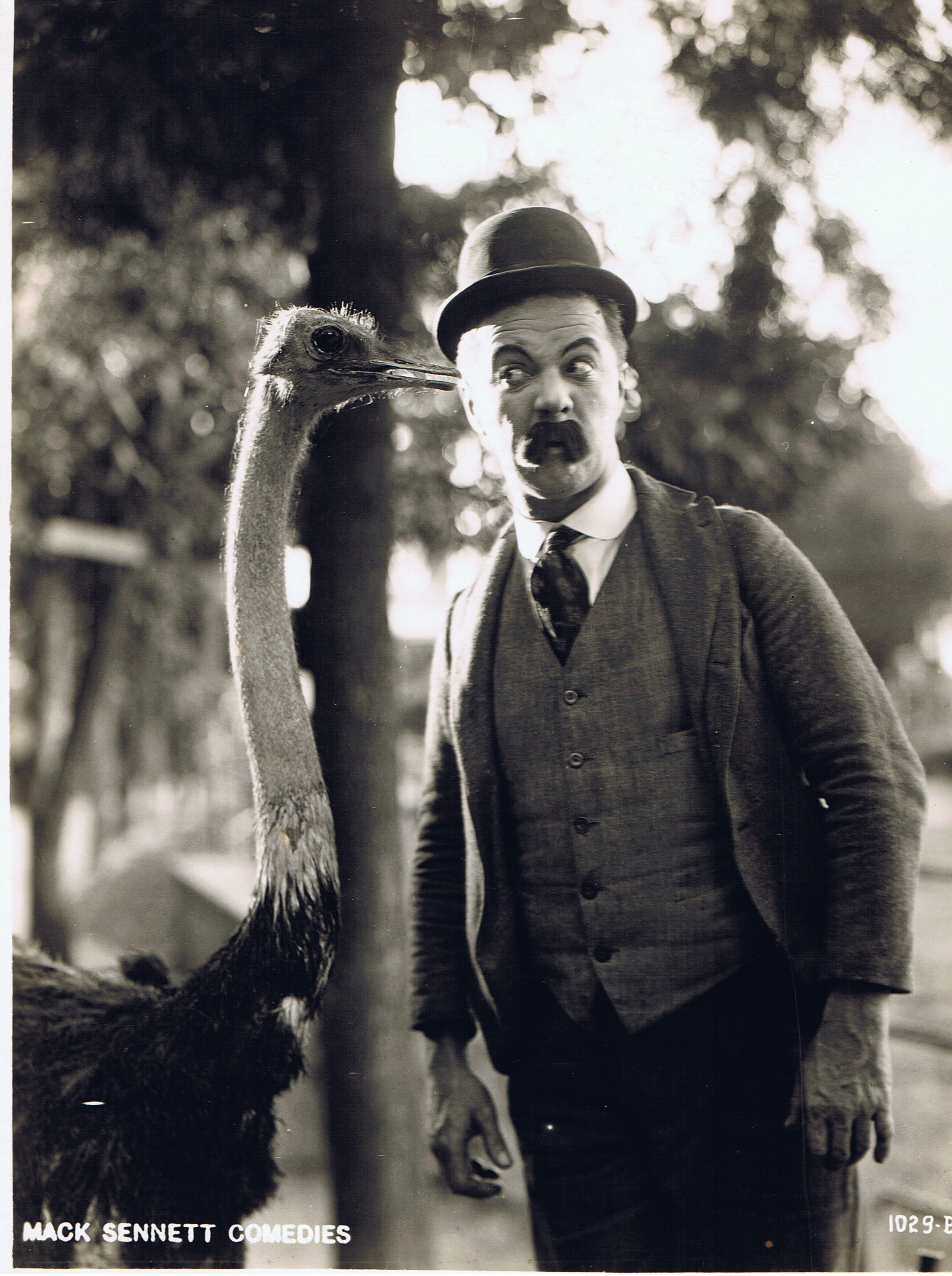
Astro do cinema mudo, Billy Bevan não chegou a ser derrotado pelo som, mas teve de se contentar com papéis menores. Neste filme, ele interpreta o soldado Hale, morto ao trepar numa palmeira para vigiar os arredores.

The Lost Patrol (bra/prt: A Patrulha Perdida), também conhecido apenas como Patrol, é um filme estadunidense de 1934, do gênero aventura, dirigido por John Ford, com roteiro de Dudley Nichols e Garrett Fort baseado no romance Patrol, de Philip MacDonald.
O filme procura escapar das tendências escapistas predominantes em Hollywood, não tendo nem mesmo o consolo da religião, comum na obra do diretor. Apesar do tom depressivo, a película fez um modesto sucesso, para o qual pode ter contribuído a originalidade do assunto.
A trilha sonora, concebida por Max Steiner, foi indicada ao Oscar.
Este foi o primeiro filme de Ford na RKO e variações de seu enredo apareceram aqui e ali nos anos seguintes: Bad Lands (1939) na própria RKO, Bataan (1943), na MGM, e Sahara (1943), na Columbia. Ecos podem ser encontrados ainda em produções posteriores, como Predator, da 20th Century-Fox.
Uma versão silenciosa da história, lançada na Grã-Bretanha em 1929, contou com Cyril McLaglen, irmão de Victor McLaglen, no papel principal.

## Sinopse
Primeira Guerra Mundial. Patrulha britânica perde-se no deserto da Mesopotâmia, após comandante ser morto por um inimigo invisível. O sargento tenta reencontrar sua unidade e leva os comandados até um oásis, onde todos vão sendo abatidos um a um por atiradores de elite.

## Premiações
| Prêmio | Categoria            | Situação |
| ------ | -------------------- | -------- |
| Oscar  | Melhor trilha sonora | Indicado |

- Incluído nas listas dos Dez Melhores do Ano do National Board of Review e do New York Times.[carece de fontes?]

## Elenco
| Ator/Atriz      | Personagem |
| --------------- | ---------- |
| Victor McLaglen | Sargento   |
| Boris Karloff   | Sanders    |
| Wallace Ford    | Morelli    |
| Reginald Denny  | Brown      |
| J. M. Kerrigan  | Quincannon |
| Billy Bevan     | Hale       |
| Brandon Hurst   | Bell       |
| Alan Hale       | Cook       |
| Douglas Walton  | Pearson    |
| Sammy Stein     | Abelson    |
| Howard Wilson   | Aviador    |
| Paul Hanson     | MacKay     |